# 시라하마정 (지바현)
시라하마정(白浜町)은 지바현 아와군에 존재했던 정이다. 
2006년 3월 20일에 아와군 도미우라정, 도미야마정, 미요시촌, 마루야마정, 와다정, 지쿠라정과 신설 합병해 현재의 미나미보소시에 해당하기 때문에 소멸했다.

## 지리
보소 반도의 최남단에 위치했었다.

## 역사
- 1889년 4월 1일 - 정촌제 시행과 함께 아사히군 시라하마촌이 성립하였다.
- 1897년 4월 1일 - 아사히군이 아와군에 편입되었다.
- 1933년 4월 1일 - 정으로 승격해 시라하마정 (1차)이 되었다.
- 1954년 3월 3일 - 나가오촌과 합병해 시라하마정 (2차)이 신설되었다.
- 2006년 3월 20일 - 도미야마정, 도미우라정, 미요시촌, 마루야마정, 와다정, 지쿠라정과 합병해 미나미보소시가 신설돼. 당일 도미우라정은 폐지되었다.

## 교통
철도를 비릇해 일반국도와 고속도로가 없기 때문에 노선버스와 고속버스를 이용해야 했다.